# Oygli
오이글리(1993년 8월 9일 ~)는 대한민국의 가수다. 2020년 싱글 [1에서 8]로 데뷔했다.

## 방송
- 쇼미더머니777 (2018) - Top24

## 음반
- 1에서 8 (2020)
- 더라이즈(THE:RISE) Season 4 (2021)
- FOR THE POSER (2021)